# Pedrosa de Río Úrbel
Pedrosa de Río Úrbel è un comune spagnolo di 241 abitanti situato nella comunità autonoma di Castiglia e León.

## Località
Il comune comprende i seguenti centri abitati:
- Pedrosa (capoluogo)
- Lodoso
- Marmellar de Abajo
- San Pedro Samuel